# Camogli
Camogli is een gemeente in de Italiaanse provincie Genua (regio Ligurië) en telt 5582 inwoners (31-12-2010). De oppervlakte bedraagt 9,9 km², de bevolkingsdichtheid is 564 inwoners per km². Camogli is gelegen aan de westkant van het schiereiland van Portofino, aan de Golfo Paradiso aan de Riviera di Levante. De naam betekent "huis van vrouwen" (Casa delle Mogli).
De volgende frazioni maken deel uit van de gemeente: Ruta, Case Rosse, San Fruttuoso di Capodimonte, San Rocco.

## Demografie
Camogli telt ongeveer 2868 huishoudens. Het aantal inwoners daalde in de periode 1991-2001 met 8,6% volgens cijfers uit de tienjaarlijkse volkstellingen van ISTAT.
| Jaar | Inwoneraantal |
| ---- | ------------- |
| 1991 | 6033          |
| 2001 | 5516          |
| 2004 | 5744          |
| 2010 | 5582          |

## Geografie
De gemeente ligt op ongeveer 32 m boven zeeniveau.
Camogli grenst aan de volgende gemeenten: Portofino, Rapallo, Recco, Santa Margherita Ligure.

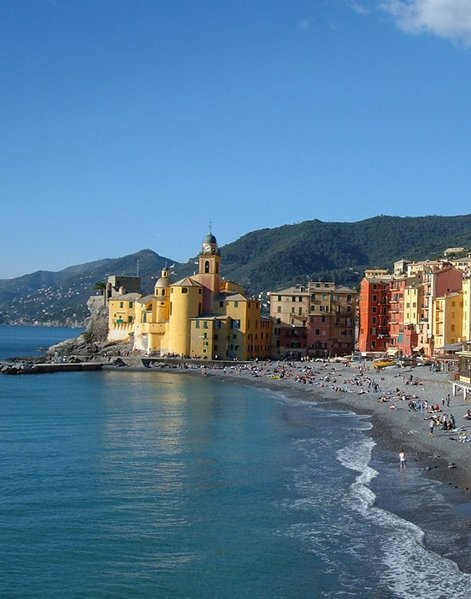
Camogli
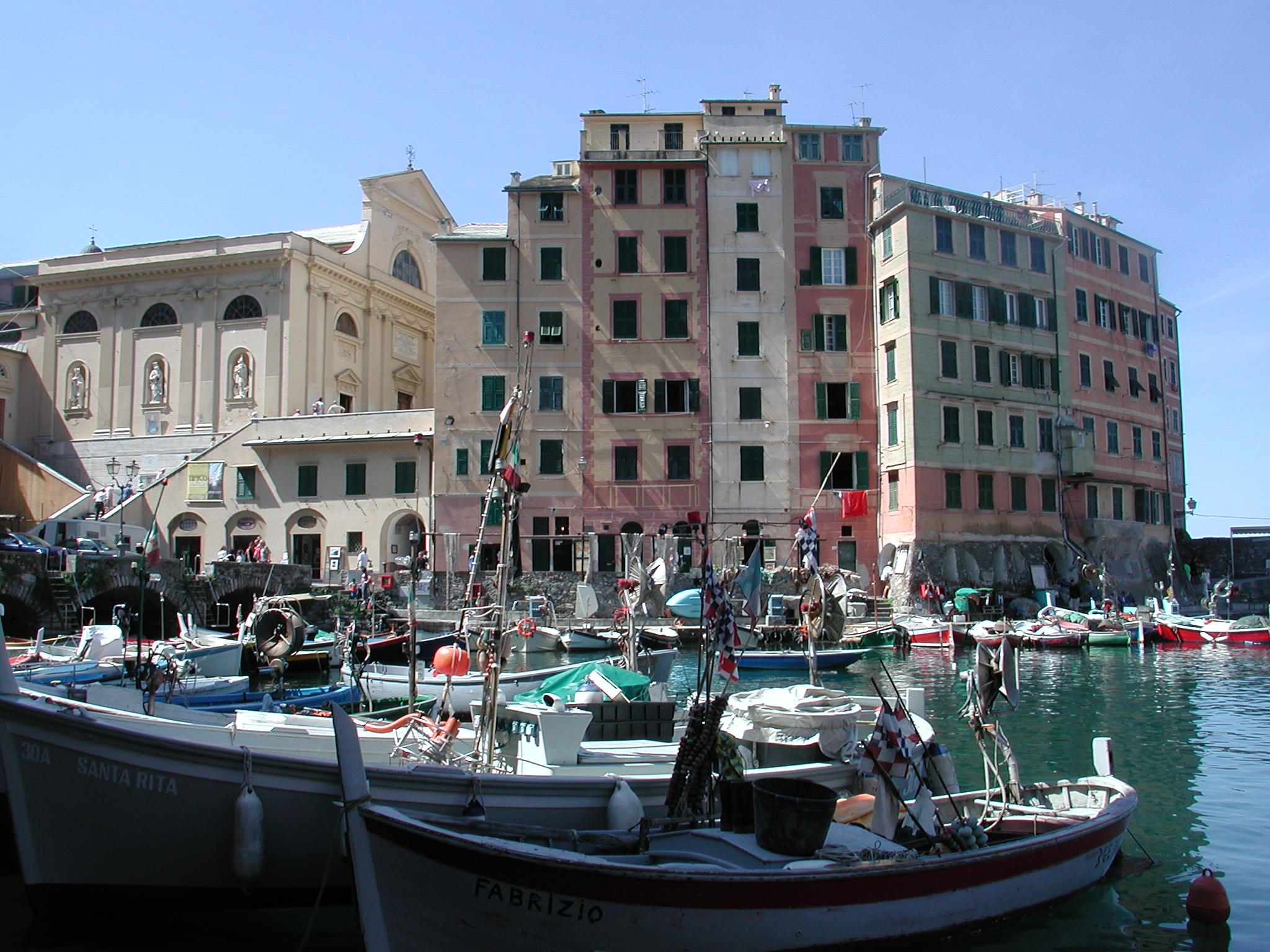
Haven
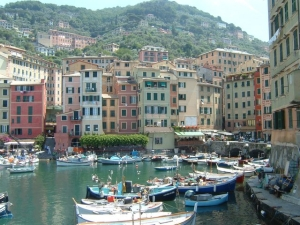
De haven van Camogli
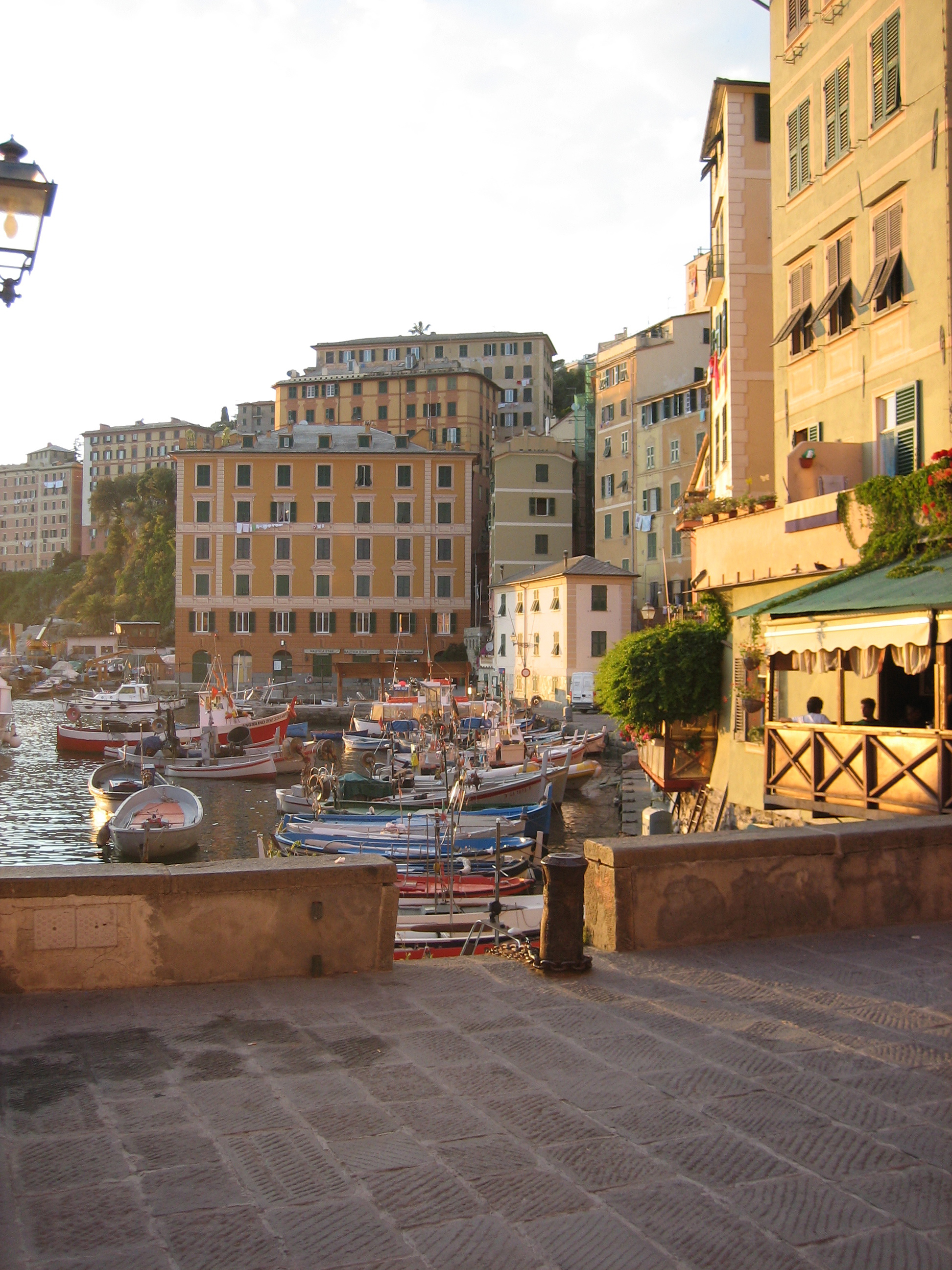
De haven van Camogli
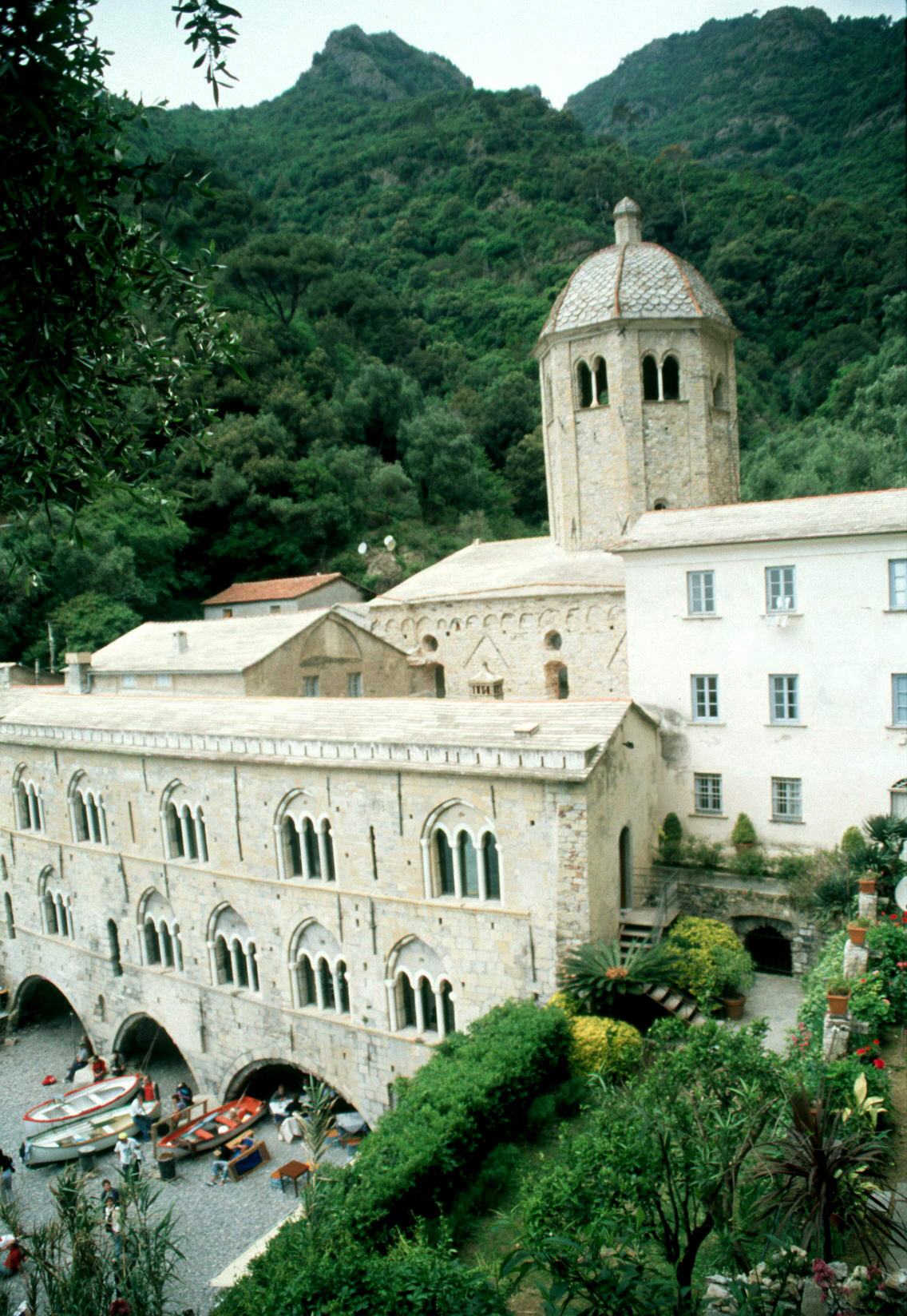
San Fruttuoso

## Geboren
- Angelo Marciani (1928-2022), waterpolospeler